# Centro de Ciencias Reuben H. Fleet
El Centro de Ciencias Reuben H. Fleet (en inglés, Reuben H. Fleet Science Center) es un museo de ciencias ubicado en el Parque Balboa de la ciudad de San Diego, California, en los Estados Unidos. Fue el primer museo de ciencias que combinó exposiciones de ciencia interactiva con un planetario y una cúpula de un teatro IMAX (Omnimax), fijando el estándar que la mayoría de los principales museos de ciencia siguen hoy.
A finales de los años de 1960, el San Diego Hall of Science (ahora conocido como el San Diego Space and Science Foundation) estaba planeando la construcción de un nuevo planetario en el parque Balboa de San Diego. El planetario tendría varias características innovadoras. En primer lugar, los 76 pies de diámetro de la cúpula serían inclinados a 25 grados. El público estaría en filas a niveladas en el exterior frente a la cúpula inclinada dando una sensación de estar suspendido en el espacio. Los fundadores también querían desarrollar un gran sistema de formato de proyección de cine para mostrar películas en la cúpula. Las películas utilizarían la innovadora idea de filmar a través de un ojo de pez. Esto crearía una imagen muy distorsionada de la película pero con una vista panorámica de 180 grados. Cuando se proyectaba sobre la cúpula de pez a través de otro lente, la distorsión se invertiría y la vista panorámica sería recreada. El público tendría una vista que sería como estar en la escena original. Por último, querían eliminar la gran proyector en forma de estrella que sobresalía desde el centro del salón porque bloqueaba parte de la vista. Ese tipo de proyector también hubiese interferido con las películas que se proyectan en la cúpula.